# 腹紋鸚嘴魚
腹紋鸚嘴魚為輻鰭魚綱鱸形目隆頭魚亞目鸚哥魚科的其中一種，分布於中東太平洋的夏威夷群島海域，棲息深度1-20公尺，本魚體延長而略側扁，頭部輪廓呈平滑的弧型，雄魚和雌魚通常表現出不同的顏色圖案和強度，雄魚通常比雌魚更加鮮豔多彩，雄魚的體色可以包括鮮豔的藍色、橙色、黃色和綠色的混合，相比之下，雌魚體色為綠色、藍色或棕色的色調，體長可達35.6公分，棲息在臨海礁坡，以藻類為食，夜間休息時會分泌黏液形成「繭」，以防止掠食者，可做為觀賞魚。